# Catoblemma punctilinea
Catoblemma punctilinea là một loài bướm đêm trong họ Erebidae.